# Banheerlijkheid
Een banheerlijkheid, banale heerschappij of banale heerlijkheid (seigneurie banale) was een heerlijkheid op basis van het banrecht.
In de vroege middeleeuwen was er wel sprake geweest van heerschappij van de aristocratie, maar dit dominium was beperkter en gaf slechts macht over diegenen die deel uitmaakten van het domein van de heer. Tijdens de banale revolutie aan het einde van de tiende eeuw usurpeerden lokale heren het banrecht en konden daarmee onder meer recht spreken en belasting heffen.